# Lago Tislit
O lago Tislit é um lago de montanha na província de Drá-Tafilete, em Marrocos, e situado no Parque Nacional do Alto Atlas Oriental. Tem 1,3 km2 de área. Foi incluído como sítio Ramsar em 2005.